# Mundo Caracol
Mundo Caracol es el nombre del tercer disco de estudio publicado por la banda de Rock española Los Toreros Muertos. Fue grabado en Estudios Eurosonic y publicado en 1989
, entre sus temas más recordados se encuentran «A Tu Casa», «Falangista» o «Zis Zas». Este trabajo supone una ruptura con las propuestas anteriores y se centraría en un esquema musical más experimental y alternativo que le restó posibilidades comerciales al disco en plena explosión del género Rock en tu idioma por Latinoamérica.
La promoción del álbum se vio acompañada por los Sencillos Mundo Mágico y Soy Falangista (Y Me Voy De Excursión).

## Lista de canciones
| N.º | Título              | Escritor(es)                                                       | Duración |  |
| 1.  | «A Tu Casa»         | G. Piccolini / P. Carbonell                                        | 2:43     |  |
| 2.  | «Mundo Mágico»      | D. Melingo / P. Carbonell                                          | 3:15     |  |
| 3.  | «Pollito»           | G. Piccolini / P. Carbonell                                        | 4:24     |  |
| 4.  | «Falangista»        | D. Melingo / M. Comas / P. Carbonell                               | 4:38     |  |
| 5.  | «Dulce Mozzarella»  | M. Moure / P. Carbonell                                            | 4:06     |  |
| 6.  | «Zis Zas»           | G. Piccolini / D. Melingo / P. Guadalupe                           | 1:25     |  |
| 7.  | «Así Siempre Igual» | G. Piccolini / D. Melingo / M. Moure / P. Carbonell / P. Guadalupe | 3:56     |  |
| 8.  | «Vendiendo Amor»    | A. Moraga / P. Carbonell                                           | 4:22     |  |
| 9.  | «C.E. Carretas»     | M. Moure / P. Carbonell                                            | 1:53     |  |
| 10. | «Las Piedras I»     | López De Guereña / P. Carbonell                                    | 5:18     |  |
| 11. | «Las Piedras II»    | López De Guereña / P. Carbonell                                    | 5:21     |  |